# Клуб пекельного полум'я

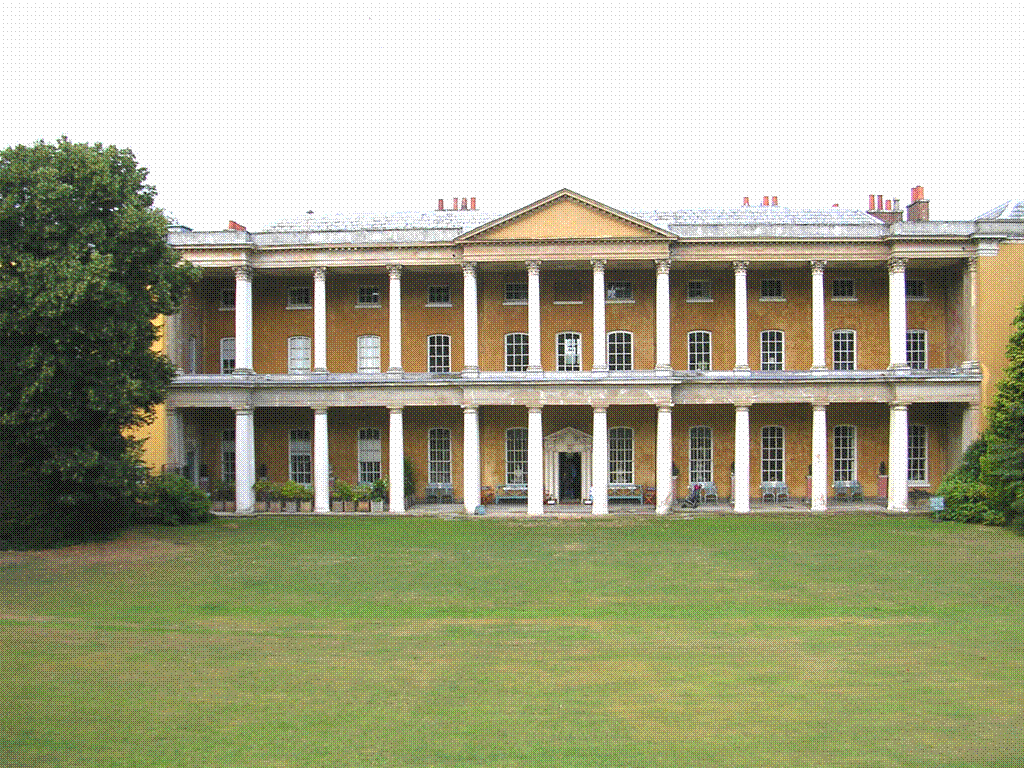
Вест Віком парк. Садиба Френсіса Дешвуда, місце зустрічей одного з клубів

Клуб пекельного полум'я(англ. Hellfire Club) — умовна назва історичного періоду існування в Британській імперії 18 ст. потаємних і закритих клубів дозвілля багатих аристократів і деяких політиків. Клуби, незважаючи на закритість, не мали політичного спрямування і не ставили політичних завдань.

## Теоретичне підґрунтя
Вважають, що теоретичним підґрунтям для виникнення «Клубів пекельного полум'я» в Британії і Ірландії була книга Рабле «Гаргантюа і Пантагрюель» з описом Телемського абатства в розділах з LII по LVII в першій книзі. Телемське абатство, за думкою Рабле, було абсолютною протилежністю розповсюджених католицьких монастирів — не мало фортечних мурів, ніякого обмежувального статуту тощо. Але споруди були. За описом Рабле абатство мало «дев'ять тисяч триста тридцять дві житлові кімнати, кожна з яких мала власні кабінет, гардероб, туалет і капличку». Комплекс самого абатства був укомплектований книгозбірнями та галереєю з фресками, а також мав арену, іподром, театр, басейн, лазні, парк та звіринець, сад з плодовими деревами й манежами.
Найдивнішим було прийняття в абатство чоловіків і жінок разом, котрі «відрізнялись красою, пристрастю і чемністю». Замість суворих і обмежувальних обітниць та збереження цнотливості наголошувалась заборона жінкам уникати зв'язків з чоловіками. Оголошувалось, «що кожен може шлюбитися за законом, бути забезпеченим, користуватись повною свободою». Єдиним принципом абатства був закон — «Роби, що бажаєш».
Залишалось незрозумілим, хто захищав цей рай при відсутності фортечних мурів і хто обробляв землю, відстежував і підтримував законність, запасав харчі і виконував всі роботи по утриманню величезного закладу. Утопічність робила опис пародійним. Використані звичні назви «абатство», «ченці», але їх зміст перекручений і наповнений відверто нехристиянським, гуманістичним змістом. Це була солодка мрія і абсурд водночас при збереженні привабливості ідеї.
Частково ідеї Телемського абатства і були використані політиком Дешвудом спочатку в резиденції Вест Віком парк, і, найбільш повно, в абатстві Медменем. Саме там розмістили і відомий девіз Телемського абатства «Роби, що бажаєш». Антицерковний характер клубу Дешвуда був найбільше наближений до опису Рабле.

## «Клуб пекельного полум'я» герцога Вортона

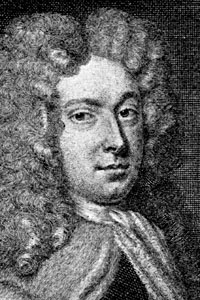
Герцог Філіп Вортон

Герцог Філіп Вортон зробив вдалу кар'єру за часів правління англійського короля Георга І. Багатий і освічений пан, відомий політик, з грошима і дозвіллям веде подвійне життя. Його знали як прихильника книг і літератури, який і сам був письменником. З іншого боку його знали як прихильника гедонізму, схильного пиячити, бешкетувати, не підкорятися суспільним чи релігійним обмеженням в прихованому приватному житті.
Він і став засновником потаємного гедонічного клубу 1719 року. Товариство клубу достеменно невідоме, але за припущеннями, не могло бути великим, що відрізняло його від решти лондонських клубів джентльменів. Дослідник історії і діяльності клубу Блекетт-Орд наполягав, що членами клубу Філіпа Вортона були лише найближчі друзі Вортона: граф Хілсборо, граф Лічфілд (двоюрідний брат Філіпа) та сер Едвард О'Брайєн.
Якщо пересічні Лондонські клуби джентльменів створювались за метою тематичних зборів і спілкування з приводу політики, літератури тощо, закритий клуб Філіпа Вортона мав антирелігійний і сатиричний напрям, де кепкували з біблійних легенд, а нудні традиції клубів джентльменів подавали в пародійній формі. Члени клубу багато і сміливо жартували, іноді називали один одного чортами з міркувань перетнути кордони світських умовностей, але навряд чи були прихильниками сатанізму як такого. В діяльності клубу переважали бенкети, веселе дозвілля. Незвичним було запрошення жінок, чого не дозволяли Лондонські клуби джентльменів. Засідання клубу відбувались в різних місцях Лондона в неділю. Місцем зборів часто була лондонська таверна «Борзий пес» (Грейхаунд). На початку 18 ст. жінки не допускались в таверни, тому частина засідань закритого клубу відбувалась в помешканнях членів клубу або в кінному клубі самого Філіпа Вортона.
В пуританські налаштованому Лондоні гедонічні і надто сміливі подробиці зустрічей клубу розцінили як шокуючі і скандальні. Діяльність клубу, про яку мало що знали, оповила хвиля пліток і дурні, котра покотилася Лондоном. При перевірці і порівнянні різних джерел виявили, що клубні зустрічі дійсно мали копійно-релігійний, але пародійний та сатиричний характер. На засідання члени клубу могли прибути в одязі біблійних персонажів, що було відбитком карнавальної і не забороненої культури. Сатиричний характер мали і назви клубних страв — «Пиріг Святого Духа», «Груди Венери», «Копійка Диявола», «Пунш пекельного полум'я» тощо. Самі карнавальні костюми і назви страв були приводами для жартів і реготу. Атеїзм членів клубу мав примітивний і стихійний характер і не перейшов ні у пропагандистську, ні у практичну антирелігійну діяльність.
Навіть такий атеїзм примітивного і стихійного, прихованого характеру викликав гнів тодішнього прем'єр-міністра Британії Роберта Волпола. Під тиском прем'єр-міністра Британії король Георг І видав наказ «Про богохульство», згідно якого «Клуб пекельного полум'я» герцога Вортона підлягав ліквідації. Клуб було ліквідовано 1721 року.

## «Клуб пекельного полум'я» Френсіса Дешвуда

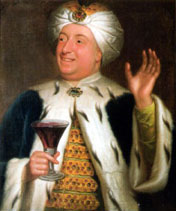
Френсіс Дешвуд в клубному вбранні тих, хто відвідав Османську (Турецьку) імперію.

Клуб Френсіса Дешвуда неодноразово міняв власну назву і лише згодом отримав назву «Клуб пекельного полум'я». В різні періоди назвою клубу були: «Орден лицарів Святого Франциска», «Товариство Св. Франциска в Вікомі», «Товариство лицарів в Вест Віком», «Ченці з Медменема». Перший клуб Френсіса Дешвуда був заснований 1746 року. Первісний склад клубу обмежили дванадцятьма членами. Пізніше ця кількість була збільшена. Склад членів мінявся як і в інших клубах. Серед перших дванадцяти, членство яких підтверджене різними джерелами, були сам Френсіс Дешвуд, Томас Поттер, Едвард Томпсон, Роберт Вансіттарт, Пол Вайтхет, Джон Монтегю, 4-й граф Сендвіч, Френсіс Даффілд. Засідання клубу відвідували також художник Вільям Хогарт (котрий створив незвичний портрет Френсіса Дешвуда в образі ченця францисканського ордену), Джон Вілкс, політик і журналіст, Бенджамін Франклін в роки перебування в Англії.
На цей час припали будівельні роботи в садибі Дешвуда — Вест Віком парк. Звідси додатки до назви клубу слів «Віком» або «Вест Віком», де проходила частка засідань клубу. Розкішна садиба і пейзажний парк коло неї створювались частинами. Вільнодумний і антирелігійний характер клубу Френсіса Дешвуда підтримував і декор парку античними, нехристиянськими скульптурами, де були «Венера», «Дафна», «Флора», «Бахус», «Пріап». Показовою була і дата першого засідання клубу в помешканні Френсіса Дешвуда в садибі Вест Віком парк, котра відбулася в Вальпургієву ніч 1752 року.
Ще 1751 року Френсіс Дешвуд орендував у члена закритого клубу Френсіса Даффілда руїни абатства Медменем на Темзі під засідання клубу. Багатого Дешвуда не зупинили значні грошові витрати на відбудову руїн в неоготичному стилі і чистка, ремонт і нове декорування печер, знайдених під руїнами колишнього абатства. Ремонтні і відновлювальні роботи проводили за проектом архітектора Ніколаса Реветта. Хто створив стінописи з фалічними та іншими сексуальними символами, невідомо. Окремі стінописи були створені художником Вільямом Хогартом, але вони не збережені. Невідомо, чи мав клуб Дешвуд писаний устав, чи велися протоколи засідань, як належало в клубах.
За свідченнями засідання закритого клубу відбувались два рази на місяць. Члени клубу у звернені між собою використовували як ченці слово «брат», а до виборного голови клубу — словом «абат». Члени мали також клубний одяг — білі костюми і білі кашкети. Абат мав той же одяг, але червоного кольору. Закритість клубу сприяла повторенню ситуації з колишнім клубом Філіпа Вортона. Діяльність клубу Френсіса Дешвуда, про яку теж мало що знали, знову оповила хвиля пліток і дурні, котра покотилася Лондоном.

## Занепад клубу
Занепад клубу Дешвуда тривав декілька років. Він був мимоволі пов'язаний і зі змінами в політичній кар'єрі Френсіса Дешвуда. Той підняв податок на сидр, що викликало обурення виробників, і Дешвуд був примушений подати у відставку.
Мав власні неприємності і член клубу політик Джон Вілкс, якого намагались арештувати. Були використані всі підозри проти нього, аби кар'єра Вілкса закінчилася вигнанням. Чарльз Джонстон оприлюднив твір, в якому побачили натяки на діяльність клубу в Медменемі і які не сприйняли схвально. До 1765 року частина активних клубних членів або померла, або виїхала. 1766 року «Ченці з Медменема» припинили зустрічі і клуб самоліквідувався. Пол Вайдхед, колишній секретар клубу «Ченці з Медменема», помер 1774 року, але заповідав розмістити власне серце в урні, котру зберігати в садибі Вест Віком парк.
Таким чином і атеїзм членів клубу Дешвуда мав примітивний і стихійний характер і не перейшов ні у пропагандистську, ні у практичну антирелігійну діяльність.

## Сучасний «Клуб пекельного полум'я» в Лондоні
Обрані традиції колишнього клубу Дешвуда продовжені в сучасному «Клубі пекельного полум'я» в Західному Лондоні. Незважаючи на атрибути фетишу та еротики, клуб дотримується стилістики клубу джентльменів.